# Beclabito
Beclabito (navaho Bitłʼááh Bitoʼ) és una concentració de població designada pel cens dels Estats Units a l'estat de Nou Mèxic. Segons el cens del 2000 tenia 339 habitants.

## Demografia
Segons el cens del 2000, Beclabito tenia 339 habitants, 95 habitatges, i 74 famílies. La densitat de població era de 17,5 habitants per km².
Dels 95 habitatges en un 42,1% hi vivien nens de menys de 18 anys, en un 48,4% hi vivien parelles casades, en un 27,4% dones solteres, i en un 21,1% no eren unitats familiars. En el 20% dels habitatges hi vivien persones soles el 9,5% de les quals corresponia a persones de 65 anys o més que vivien soles. El nombre mitjà de persones vivint en cada habitatge era de 3,57 i el nombre mitjà de persones que vivien en cada família era de 4,19.
Per edats la població es repartia de la següent manera: un 34,5% tenia menys de 18 anys, un 9,1% entre 18 i 24, un 29,5% entre 25 i 44, un 17,7% de 45 a 60 i un 9,1% 65 anys o més.
L'edat mediana era de 31 anys. Per cada 100 dones de 18 o més anys hi havia 83,5 homes.
La renda mediana per habitatge era de 14.766 $ i la renda mediana per família de 18.839 $. Els homes tenien una renda mediana de 16.063 $ mentre que les dones 24.688 $. La renda per capita de la població era de 5.401 $. Aproximadament el 40,3% de les famílies i el 49,5% de la població estaven per davall del llindar de pobresa.
El segons el cens dels Estats Units de 2010 el 97,94% dels habitants són nadius americans i el 0,59% blancs.

## Poblacions més properes
El següent diagrama mostra les poblacions més properes.